# Gaswerk Döbling
Das Gaswerk Döbling, ursprünglich: Gaswerk Währing, zwischen der heutigen Billrothstraße 5 und Gymnasiumstraße 50 im 19. Wiener Gemeindebezirk Döbling war ein privat geführtes Gaswerk.

## Geschichte
Das Gaswerk Döbling wurde 1856 von der in England ansässigen Imperial-Continental-Gas-Association auf dem Grundstück der ehemaligen Schmitt’schen Ziegelöfen zwischen der Hirschen- und Feldgasse (später Billroth- und Gymnasiumstraße) errichtet.
Das Gaswerk verfügte über 30 Retortenöfen mit insgesamt 260 Retorten und 4 Gasbehältern. Versorgt wurden die umliegenden Vorstädte und Orte.
Bedingt durch das Auslaufen des Beleuchtungsvertrages zwischen der Imperial-Continental-Gas-Association und der Stadt Wien am 31. Dezember des Jahres 1911 und der darauffolgenden Übernahme der Gasversorgung des gesamten Stadtgebiets durch die städtischen Gaswerke Simmering und Leopoldau wurde das Gaswerk Döbling geschlossen und später abgebrochen.

## Erinnerung
An das Gaswerk Döbling erinnerte die Gaswerkstraße, die 1919 erst in Exportakademiestraße und 1926 in Franz-Klein-Gasse umbenannt wurde.